# Afrički izlučni turnir 2007. za olimpijski turnir u hokeju na travi
Afrički izlučni turnir 2007. za olimpijski turnir u hokeju na travi na OI u Pekingu 2008.

## Mjesto i vrijeme održavanja
Održao se u kenijskom gradu Nairobiju na hokejaškom stadionu u gradskom parku od 14. do 22. srpnja 2007.
Pobjednik ovog turnira je stjecao izravno pravo sudjelovati na završnom turniru na Olimpijskim igrama.
Drugoplasirani na ovom turniru je još uvijek imao mogućnost izboriti završni turnir.
Njega je morao izboriti na olimpijskim pretkvalifikacijskim turnirima.
Sveafričke igre 2007. su trebale biti afričkim izlučnim turnirom za OI 2008. no kako se u državi domaćinu, Alžiru nisu nalazili nikakvi odgovarajući tereni za ovaj šport, hokej na travi nije bio na programu Sveafričkih igara.
Time se prisililo Afričku hokejsku federaciju održati posebni turnir.

### Prvi krug - u skupini
| Momčad   | Ut | Pb | N | Pz | Pos | Pri | RP  | Bod |
| -------- | -- | -- | - | -- | --- | --- | --- | --- |
| JAR      | 5  | 4  | 0 | 1  | 31  | 5   | +26 | 12  |
| Egipat   | 5  | 3  | 2 | 0  | 25  | 1   | +24 | 11  |
| Kenija   | 5  | 3  | 1 | 1  | 8   | 2   | +6  | 10  |
| Gana     | 5  | 2  | 1 | 2  | 14  | 9   | +5  | 7   |
| Nigerija | 5  | 1  | 0 | 4  | 8   | 13  | −5  | 3   |
| Uganda   | 5  | 0  | 0 | 5  | 0   | 60  | −60 | 0   |

| Nadnevak   | Momčad #1 | Ishod | Momčad #2 |
| ---------- | --------- | ----- | --------- |
| 14. srpnja | Gana      | 1:4   | JAR       |
| 14. srpnja | Kenija    | 1:0   | Nigerija  |
| 15. srpnja | Uganda    | 0:18  | Egipat    |
| 15. srpnja | Nigerija  | 0:2   | Gana      |
| 16. srpnja | JAR       | 20:0  | Uganda    |
| 16. srpnja | Egipat    | 5:0   | Nigerija  |
| 16. srpnja | Gana      | 0:2   | Kenija    |
| 18. srpnja | Egipat    | 1:0   | JAR       |
| 18. srpnja | Kenija    | 5:0   | Uganda    |
| 19. srpnja | JAR       | 5:1   | Nigerija  |
| 19. srpnja | Egipat    | 0:0   | Kenija    |
| 19. srpnja | Uganda    | 0:10  | Gana      |
| 20. srpnja | JAR       | 2:0   | Kenija    |
| 20. srpnja | Nigerija  | 7:0   | Uganda    |
| 20. srpnja | Egipat    | 1:1   | Gana      |

### Drugi krug - za poredak
- za 5. mjesto

| 21. srpnja 2007. 15:30 |       |        |  |
| Nigerija               | 7 : 1 | Uganda |  |
|                        |       |        |  |

- za 3. mjesto

| 22. srpnja 2007. 10:30 |       |      |  |
| Kenija                 | 3 : 2 | Gana |  |
|                        |       |      |  |

#### Završnica
| 22. srpnja 2007. 15:30 |       |             |                               |
| JAR                    | 2 : 1 | Egipat      | Suci: S. Kumar P. Schellekens |
| Smith 39' Abbott 64'   |       | Metwaly 34' | Suci: S. Kumar P. Schellekens |